# Ornimegalonyx
El búho gigante cubano o búho corredor gigante (Ornimegalonyx) es un género extinto de búho gigante. Se cree que es el búho más grande que haya existido. Vivía en la Isla de Cuba. Está cercanamente emparentado con las muchas especies del género actual de búho Strix.

## Descubrimiento y denominación
Cuando se describió el primer espécimen en la década de 1950, los huesos eran tan grandes que se describieron como pertenecientes a un ave de la familia Phorusrhacidae. En 1961, Pierce Brodkorb revisó los hallazgos y los atribuyó adecuadamente entre los búhos. 

### Hallazgos
Sus restos se encuentran abundantemente a lo largo de la isla, en depósitos de cuevas desde el periodo Pleistoceno tardío (de hace unos 10 000 años) y se han encontrado por lo menos tres esqueletos casi completos.

### Nombramiento
Desde entonces se ha sugerido la existencia de tres subespecies de esta ave (las especies que se asumían inicialmente como especies distintas son: O. oteroi, O. minor, O. gigas y O. acevedoi). Ornimegalonyx arredondoi es un nomen nudum, este nombre fue el nombre propuesto inicialmente antes de describir la especie, pero oteroi fue después adoptado por Oscar Arredondo (según las reglas de la ICZN, la denominación de especies con el nombre de quien la describe no está prohibida, pero es reprobada como acto vanidoso por la comunidad científica).

## Anatomía
Se cree que este búho tenía por lo menos 1 m de alto y probablemente su peso excedía fácilmente los 9 kg. Tenía piernas muy largas para el tamaño de su cuerpo, pero era voluminoso y probablemente con cola corta.
Las piernas y patas del búho andador gigante parecen de una constitución grande y poderosa. Esto apoya la teoría de que eran fuertes corredores, y de ahí su denominación común. La quilla del esternón estaba reducida (si estuviera ausente habría sido imposible que volara) y este búho pudo haber sido capaz de cortos vuelos súbitos. Es probable que el búho volara solo cuando estuviera extremadamente presionado a hacerlo, y que más a menudo prefiriera correr, como mismo hace un pavo o guanajo moderno. 

### Relación con especies actuales
El búho moderno que más se asemeja al búho corredor gigante es probablemente el delicado Athene cunicularia, llamado en Cuba ‘sijú de sabana’, el único búho sobreviviente con mucho apego al suelo. Esto implica adaptaciones similares a un mismo género de vida terrestre, pero no que tengan una relación filogenética cercana.

### Método de caza
Uno de los mayores búhos vivientes, el búho real (Bubo bubo), alcanza 4 kilogramos de peso, y Peters (p. 188) ha reportado que han llegado a atrapar cervatillos de corzo que pesan 17 kg como presas. Esto sugiere que Ornimegalonyx pudo haber matado presas de 35 kg o más. Los búhos modernos son conocidos por usar una estrategia de abalanzamiento —en la cual estos descienden desde ramas elevadas sobre sus presas, extendiendo sus alas solo un poco antes de golpear a su objetivo—. El actual kakapo (Strigops habroptila) es un loro isleño no volador y es convergente, en algunos aspectos, con los búhos. Como Ornimegalonyx, es el mayor y más pesado miembro de sus familia, posee alas reducidas, y una quilla reducida en el esternón, pero puede hacer saltos al lanzarse de los árboles con sus alas extendidas, con lo que puede cubrir varios metros en un ángulo de descenso de menos de 45 grados.
Se cree que el búho corredor gigante capturara principalmente presas de grandes roedores, incluyendo a Heteropsomys, Capromys, Geocapromys y Macrocapromys (del tamaño de un moderno capibara o carpincho) y otros mamíferos de tamaño medio, como los perezosos terrestres, tales como Cubanocnus, Miocnus, Mesocnus y Megalocnus. Probablemente fue un depredador de emboscada que saltaría sobre presas inadvertidas con sus garras aplastantes. No se conoce nada de su historia natural, pero basándose en su tamaño, probablemente tuvieran nidadas pequeñas y una larga duración de vida.